# سزار اررا (بازیکن بسکتبال)
سزار اررا (اسپانیایی: César Herrera‎؛ زادهٔ ۵ اکتبر ۱۹۳۰) بازیکن بسکتبال اهل مکزیک بود. وی در بازی‌های المپیک تابستانی ۱۹۶۰ شرکت کرده‌است.